# Vinciguerria nimbaria
Vinciguerria nimbaria és una espècie de peix pertanyent a la família Phosichthyidae.

## Descripció
- Pot arribar a fer 4,8 cm de llargària màxima[3] (normalment, en fa 3,7).
- 13-15 radis tous a l'aleta dorsal i 13-16 a l'anal.
- Dors fosc i flancs platejats.
- Aletes pectoral i caudal clapejades.
- Té fotòfors completament desenvolupats en assolir els 18-20 mm de llargada.[4][5][6][7][8]

## Alimentació
Menja principalment copèpodes.

## Depredadors
És depredat per Alepisaurus ferox (a les illes Hawaii), el bèrix esplèndid (Beryx splendens) (a Rússia), el bonítol ratllat (Katsuwonus pelamis), la tonyina d'aleta groga (Thunnus albacares), el rorqual de Bryde (Balaenoptera edeni) i el dofí de musell llarg (Stenella longirostris).

## Hàbitat
És un peix marí, normalment mesopelàgic (entre 200-400 m de fondària durant el dia i per damunt dels 100 a la nit) i batipelàgic que viu entre 20 i 5.000 m de fondària (normalment, fins als 400). Els joves i els adults fan migracions verticals diàries.

## Distribució geogràfica
Es troba a l'Atlàntic occidental central (Florida, Cuba i les Antilles, incloent-hi el golf de Mèxic i el mar Carib), l'Atlàntic oriental (des de la latitud 42°N fins a les regions tropicals), l'Atlàntic nord-occidental (el Canadà), la Conca Indo-Pacífica, el Pacífic sud-oriental (Xile) i el mar de la Xina Meridional.

## Observacions
És inofensiu per als humans.